# Bronisław Stankiewicz
Bronisław Stankiewicz (ur. 24 grudnia 1898 w Wilnie, zm. 6 listopada 1937 w Wilnie) – starszy sierżant piechoty Wojska Polskiego, kawaler Orderu Virtuti Militari, uczestnik tzw. buntu Żeligowskiego.

## Życiorys
Bronisław Stankiewicz urodził się w Wilnie, był synem majstra garbarskiego Wincentego i Teresy z domu Kaczan.
W roku 1915 zaciągnął się do armii carskiej, gdzie służył w 3 Pułku Grenadierów Gwardii. Po kilkutygodniowym pobycie na froncie został odesłany do domu z powodu choroby. W okresie od 1 lipca 1916 r. do 14 listopada 1918 r. był szeregowcem w zawodowej straży pożarnej m. Wilna. Z relacji córki wynika, że miał uratować od śmierci w pożarze mjr. Stanisława Bobiatyńskiego, swego późniejszego dowódcę.
15 listopada 1918 r. porzucił pracę w straży pożarnej i wstąpił do szeregów Samoobrony Wileńskiej, która na przełomie roku 1918 i 1919 usiłowała obronić Wilno przed nadciągającymi wojskami bolszewickimi. Po wycofaniu się z miasta został wcielony do tworzącego się Pułku Strzelców Wileńskich. Sierż. Bronisław Stankiewicz wraz ze swym pułkiem w 1919 r. brał udział w walkach z bolszewikami na Białorusi. Dowodząc plutonem wyróżnił się w ataku na Lepel w dniu 5 listopada 1919. Po ustabilizowaniu się frontu brał udział w działaniach zwiadowczych. 15 maja 1920 r. wyróżnił się w ciężkich bojach odwrotowych pod Pysznem. 9 czerwca 1920 r. w Hnieździłowie gen. Jan Rządkowski uroczyście awansował żołnierzy pułku. Bronisław Stankiewicz został wtedy awansowany na stopień sierżanta sztabowego. W dniach 14-15 sierpnia 1920 r. wziął udział w Bitwie Warszawskiej, w walkach o Radzymin. Za udział w tych walkach został odznaczony Krzyżem Srebrnym Orderu Wojskowego Virtuti Militari. 14 sierpnia 1920 r. "W czasie uderzenia II batalionu rzucił się do szturmu z plutonem 7 kompanii z okrzykiem „Jeszcze Polska nie zginęła”. W następnych godzinach ciężkiej walki w Radzyminie nie dopuścił do rozproszenia ludzi, lecz skupił przy sobie żołnierzy. Walcząc z bliska bagnetem i kolbą, ułatwił wycofanie się reszty kompanii".
Po zakończeniu walk z bolszewikami wraz ze swoim pułkiem, wchodzącym w skład 1 Dywizji Litewsko-Białoruskiej uczestniczył w odbijaniu Wilna z rąk litewskich, co nazwane zostało w historiografii tzw. buntem Żeligowskiego. Do końca istnienia zależnego od Polski organizmu państwowego, nazwanego Litwą Środkową, Stankiewicz służył w Pułku Strzelców Wileńskich, który stał się częścią sił zbrojnych tego „państwa”. Za udział w tym czynie zbrojnym otrzymał Krzyż Zasługi Wojsk Litwy Środkowej, co później po zjednoczeniu Litwy Środkowej z Polską zostało oficjalnie potwierdzone rozporządzeniem ministra spraw wojskowych RP.
W okresie służby w 85 Pułk Strzelców Wileńskich ukończył ósmą klasę szkoły powszechnej oraz kurs podoficerski. Od 13 lutego 1922 r. był szefem kancelarii pułku. W latach 1927-1929 służył w Wilnie w 6 Pułku Piechoty Legionów jako instruktor w szkole podoficerskiej. 30 kwietnia 1929 r. został przeniesiony do rezerwy na własną prośbę ze względu na stan zdrowia.
Po zakończeniu służby wojskowej, w okresie kryzysu gospodarczego, pracował dorywczo m.in. jako urzędnik płatny dziennie, robotnik budowlany i kopacz rowów. Od 15 lipca 1930 r. do śmierci był zatrudniony jako listonosz (na stanowisku prowizorycznego woźnego) najpierw w miejscowości Prużana na Białorusi, a następnie w Wilnie (poczta główna, przy ul. Zamkowej).

## Życie prywatne
Był dwukrotnie żonaty. Po przejściu na kalwinizm i uzyskaniu rozwodu z pierwszą żoną, 6 stycznia 1937 Stankiewicz poślubił Jadwigę Malko, córkę Adama i Antoniny z Sakowiczów. Ze związku tego pochodziło dwoje dzieci: Zbigniew (1929–1966) i Alicja (ur. 1931). Córka, nosząca nazwisko Liucija (Ludmiła) Jankauskienė, jest działaczką polonijną w Kownie i członkinią zespołu folklorystycznego „Kotwica”. Wszyscy potomkowie Bronisława są obywatelami Republiki Litewskiej.
Zmarł nagle na zawał serca 6 listopada 1937 r. Pochowany został z honorami wojskowymi na cmentarzu antokolskim w Wilnie, bezpośrednio przy kwaterze żołnierzy poległych w 1920 r.

## Ordery i odznaczenia
- Krzyż Srebrny Orderu Wojskowego Virtuti Militari Nr 4090 (1922)[11]
- Krzyż Walecznych Nr 34219[12]
- Krzyż Zasługi Wojsk Litwy Środkowej Nr 724
- Medal Pamiątkowy za Wojnę 1918–1921[12]
- Medal Dziesięciolecia Odzyskanej Niepodległości[12]